# Tetramorium dichroum
Tetramorium dichroum is een mierensoort uit de onderfamilie van de Myrmicinae. De wetenschappelijke naam van de soort is voor het eerst geldig gepubliceerd in 1932 door Santschi.